# 의왕시의 마천루 목록
대한민국 경기도 의왕시의 마천루 목록이다. 대한민국의 「초고층 및 지하연계 복합건축물 재난관리에 관한 특별법」에 따르면 '초고층 건축물' 이란 층수가 50층 이상 또는 높이가 200m 이상인 건축물을 말한다.

## 마천루 순위
본 목록은 완공되었거나, 상량식을 끝낸 마천루이다.
| 순위 | 이름                           | 사진 | 위치   | 높이 | 층수 | 완공 연도 | 비고   |
| ---- | ------------------------------ | ---- | ------ | ---- | ---- | --------- | ------ |
| 1=   | 의왕 서해그랑블 102동          |      | 오전동 | 142m | 42층 | 2018년    | [ 1 ]  |
| 1=   | 의왕 서해그랑블 103동          |      | 오전동 | 142m | 42층 | 2018년    | [ 2 ]  |
| 3=   | 의왕 서해그랑블 101동          |      | 오전동 | 136m | 40층 | 2018년    | [ 3 ]  |
| 3=   | 의왕 서해그랑블 104동          |      | 오전동 | 136m | 40층 | 2018년    | [ 4 ]  |
| 5=   | 인덕원 푸르지오 엘센트로 104동 |      | 포일동 | 123m | 43층 | 2019년    | [ 5 ]  |
| 5=   | 인덕원 푸르지오 엘센트로 203동 |      | 포일동 | 123m | 43층 | 2019년    | [ 6 ]  |
| 7    | 인덕원 푸르지오 엘센트로 202동 |      | 포일동 | 117m | 40층 | 2019년    | [ 7 ]  |
| 8    | 인덕원 푸르지오 엘센트로 103동 |      | 포일동 | 115m | 40층 | 2019년    | [ 8 ]  |
| 9    | 의왕 더샵캐슬 103동            |      | 오전동 | 114m | 38층 | 2021년    | [ 9 ]  |
| 10   | 현대모터스 의왕연구소          |      | 삼동   | 102m | 22층 | 2010년    | [ 10 ] |
| 11=  | 인덕원 푸르지오 엘센트로 106동 |      | 포일동 | 101m | 35층 | 2019년    | [ 11 ] |
| 11=  | 인덕원 푸르지오 엘센트로 205동 |      | 포일동 | 101m | 35층 | 2019년    | [ 12 ] |
| 13=  | 인덕원 푸르지오 엘센트로 102동 |      | 포일동 | 100m | 34층 | 2019년    | [ 13 ] |
| 13=  | 인덕원 푸르지오 엘센트로 201동 |      | 포일동 | 100m | 34층 | 2019년    | [ 14 ] |
| 15   | 의왕 더샵캐슬 102동            |      | 오전동 | 99m  | 34층 | 2021년    | [ 15 ] |
| 16   | 인덕원 푸르지오 엘센트로 105동 |      | 포일동 | 98m  | 34층 | 2019년    | [ 16 ] |
| 17   | 의왕 더샵캐슬 104동            |      | 오전동 | 96m  | 34층 | 2021년    | [ 17 ] |
| 18   | 인덕원 푸르지오 엘센트로 101동 |      | 포일동 | 95m  | 33층 | 2019년    | [ 18 ] |
| 19   | 의왕 더샵캐슬 107동            |      | 오전동 | 95m  | 32층 | 2021년    | [ 19 ] |
| 20   | 인덕원 푸르지오 엘센트로 204동 |      | 포일동 | 94m  | 32층 | 2019년    | [ 20 ] |
| 21   | 의왕 더샵캐슬 101동            |      | 오전동 | 93m  | 33층 | 2021년    | [ 21 ] |
| 22   | 인덕원 푸르지오 엘센트로 206동 |      | 포일동 | 78m  | 27층 | 2019년    | [ 22 ] |
| 23=  | 의왕 더샵캐슬 105동            |      | 오전동 | 73m  | 26층 | 2021년    | [ 23 ] |
| 23=  | 의왕 더샵캐슬 108동            |      | 오전동 | 73m  | 26층 | 2021년    | [ 24 ] |
| 23=  | 더리브비즈원 지식산업센터      |      | 삼동   | 73m  | 15층 | 2020년    | [ 25 ] |
| 26=  | 롯데케미칼 의왕오피스          |      | 고천동 | 71m  | 13층 | 2007년    | [ 26 ] |
| 26=  | 의왕 더샵캐슬 106동            |      | 오전동 | 71m  | 25층 | 2021년    | [ 27 ] |
| 28   | NH통합IT센터                   |      | 포일동 | 63m  | 10층 | 2016년    | [ 28 ] |
| 29   | 벽산선영 테크노피아            |      | 오전동 | 53m  | 13층 | 2004년    | [ 29 ] |

## 같이 보기
- 의왕시
- 마천루 목록
- 아시아의 마천루 목록
- 대한민국의 마천루 목록